# A Frontier Wife
A Frontier Wife est un film muet américain réalisé par Francis Ford et sorti en 1913.

## Fiche technique
- Réalisation : Francis Ford
- Durée : 10 minutes
- Date de sortie : 
  - États-Unis : 21 mars 1913

## Distribution
- Robert Stanton : Dr Coles
- Rhea Mitchell : Mrs Coles
- Francis Ford : Ford
- Milton Brown
- Grace Cunard
- Ethel Grandin
- Joe King